# 2024~2025년 남태평양 사이클론
2024~2025년 남태평양 사이클론(2023~2024 South Pacific cyclone season)은 남태평양에서 2024년 12월부터 2025년까지 활동한 사이클론들의 활동에 대해 기록한 문서이다.

## 통계

### 사이클론 이름
| - 제1호 사이클론 피타 (24-2501) - 제2호 사이클론 레이 (24-2502) - 제3호 사이클론 세루 (24-2503) - 제4호 사이클론 탐 (24-2504) - 제6호 사이클론 우르밀 (사용안함) |

## 같이 보기
- 2024~2025년 남서인도양 사이클론
- 2024~2025년 오스트레일리아 근해 사이클론
- 북서태평양 태풍: 2024, 2025
- 북인도양 사이클론: 2024, 2025
- 동태평양 허리케인: 2024, 2025
- 북대서양 허리케인: 2024, 2025